# Йорк (округ, Небраска)
Йорк — округ в штате Небраска. Население — 13 665 человек (на 2010 год). Окружной центр — город Йорк. В системе автомобильных номеров Небраски округ Йорк имеет префикс 17.

## География
Согласно данным Бюро переписи населения США площадь округа Йорк составляет 1 492 км².

### Основные шоссе
- Автомагистраль 80
- Шоссе 34
- Шоссе 81
- Автострада 69

### Соседние округа
- Сьюард (восток)
- Филмор (юг)
- Гамильтон (запад)
- Полк (север)

## Демография
Согласно переписи населения 2000 года, в округе проживало 14 598 человек в 5 722 домовладениях. Плотность населения была равна 10 человек/км². Национальный состав был следующим: 96,78% белых, 0,96% афроамериканцев, 0,29% коренных американцев, 0,49% азиатов, 0,08% гавайцев или жителей Океании, 0,64% других рас, и 0,77% населения являлись представителями двух или более рас.
На 2010 год в округе проживает 13 665 человек, что меньше на 6,4% чем в 2000 году.